# Шемякин, Иван Васильевич
Ива́н Васи́льевич Шемя́кин (3 (15) сентября 1877, Передельцы, Московская губерния — 4 января 1953, Полтава) — российский и советский артист цирка, многократный чемпион мира по борьбе.

## Биография
Иван Васильевич Шемякин родился 3 (15) сентября 1877 года в подмосковной деревне Передельцы. Отец Ивана Васильевича, Василий Никитич, умер рано, после чего семья Шемякиных переехала к дальним родственникам в Санкт-Петербург в поисках заработка. После окончания городского училища Иван устроился работать у своего старшего брата, который был механиком-монтёром. С пятнадцати лет Иван увлёкся цирком, где он впервые увидел выступления борцов-силачей Павла Ступина, Эмиля Фосса, братьев Рассо. Под впечатлением от увиденного в цирке Шемякин начал тренироваться: поднимал гири и тяжёлые металлические заготовки, которые имелись в мастерской. Позднее он пришёл в адмиралтейское гимнастическое общество, в котором занимались только гимнастикой, однако здесь у Ивана, имевшего крупный рост и большой вес, никак не получались упражнения на снарядах. Но однажды занятия в гимнастическом обществе посетил И. В. Лебедев — силач, к тому времени уже получивший достаточную известность в спортивном мире, лучший ученик знаменитого доктора В. Ф. Краевского. Лебедев сразу обратил внимание на Ивана Шемякина и сделал ему предложение заниматься в кружке у Краевского. В то время Иван Шемякин трудился рабочим в вагонных мастерских Николаевской железной дороги, а затем стал работать проводником на поезде Санкт-Петербург — Москва. В периоды остановок в Москве Шемякин занимался на московской атлетической арене барона Кистера.
В 1899 году на состязаниях Велосипедно-атлетического общества по гирям в Михайловском манеже Иван Шемякин выиграл первый приз, а через некоторое время на чемпионате России — третий. Окрылённый этими успехами, Шемякин принял решение в пользу карьеры профессионального атлета. В. Ф. Краевский, одобряя это стремление, подарил Шемякину шаровую штангу и несколько гирь, с которыми последний и начал выступать на сцене: поднимал гири, жал двухпудовые гири на мизинцах, жонглировал ими, держал на себе качели с десятью людьми.
После недолгой работы цирковым артистом Шемякин был призван в армию, службу проходил в Преображенском лейб-гвардии полку, куда набирали только рослых, физически сильных молодых людей. В 1902 году, получив увольнительную и переодевшись в гражданскую одежду (так как нижним чинам было запрещено посещать публичные заведения), Шемякин отправился в Михайловский манеж, где проходил чемпионат французской борьбы. Среди участников был знаменитый Георг Хаккеншмидт («Русский лев»), который в этот вечер должен был бороться с Трусовым, но из-за болезни последнего администрация не знала, что делать. Однако среди организаторов того поединка был И. В. Лебедев, который заметил Шемякина и предложил ему выйти против Хаккеншмидта. С целью маскировки (Шемякина могли узнать офицеры Преображенского полка) Ивану вымазали волосы жженой пробкой в чёрный цвет и нарисовали усы и бакенбарды. Но такой грим не помог Шемякину — его ротный командир сразу узнал его. Растерявшийся Иван был легко уложен на обе лопатки Хакеншмидтом, которому испачкал лицо своими крашеными волосами. А после возвращения в полк Шемякин получил тридцать суток ареста.
В 1904 году Шемякин закончил армейскую службу и начал работать атлетом в петербургском цирке Гаэтано Чинизелли на Фонтанке. Выступления Шемякина пользовались большим успехом. Кроме атлетических тренировок он занимался борьбой, став вскоре одним из сильнейших борцов России. Подписав контракт на выступления в Европе и Америке, Шемякин отправился на гастроли: он выступал и с атлетическими номерами, и побеждал на ковре многих борцов с всемирно известными именами. На Мадридском чемпионате по французской (греко-римской) борьбе в 1907 году получил первый приз, а затем в Дюссельдорфе занял первое место, получив звание чемпиона мира.
По возвращении в Россию после триумфальных гастролей Шемякин стал особенно активно выступать с демонстрацией атлетических номеров: работал с гирями, носил по арене шесть человек, возил телегу с двадцатью пассажирами, на его плече согнули металлическую балку. За границу он больше не выезжал. В 1913 году во время проходившего в Петербургском цирке «Модерн» всемирного чемпионата Иван Шемякин победил знаменитых Ивана Заикина и Николая Вахтурова и занял первое место.
В 1916 году Шемякина призвали в действующую армию, он получил ранение в ногу. После окончания лечения поехал в Полтаву, где начал усиленно тренироваться, снова приобретя прежнюю силу и ловкость, участвовал в турнирах по французской борьбе, выступал с атлетическими номерами. Шемякину принадлежат победы над многими борцами с мировым именем, однако встречи с Иваном Поддубным всегда оканчивались вничью. Шемякин выступал в цирке до 1941 года, вёл тренерскую работу, читал лекции по физическому развитию в клубах. До самой своей смерти в 1953 году обладал большой физической силой и не прекращал атлетических тренировок.Могилы никогда не было, так как он завещал своё тело Полтавскому медицинскому институту для научных исследований.

## Антропометрические данные
- рост — 193 см,
- вес — 120 кг,
- окружность грудной клетки при вдохе — 134 см,
- бицепс — 45 см,
- бедро — 70 см,
- голень — 45 см.